# ブルーバス (茨城県)
ブルーバス株式会社は、茨城県稲敷市に本社を置くバス事業者。元は貸切バス・特定バス事業者であったが、稲敷市内で関東鉄道とJRバス関東の一部路線が廃止されたため、その代替路線として乗合バスを運行している。

## 沿革
- 1972年（昭和）12月22日 - 会社設立。
- 2005年（平成17年）4月1日 - 関東鉄道より移管された「江戸崎高校前 - 古渡 - 浮島」、「桜川役場 - 上阿波」を運行開始。
- 2005年（平成17年）11月 - 「江戸崎高校前 - 古渡 - 浮島」を利用向上のため、「稲敷警察署前 - 江戸崎高校前 - 古渡 - 浮島」へ延伸。
- 2008年（平成20年）4月1日 - JRバス関東 浮島線（土浦駅 - 浮島）の廃止に伴い、稲敷市内区間の運行を開始。
- 2011年（平成23年） - 「江戸崎 - 古渡 - 桜川庁舎」、「桜川庁舎 - 神宮寺 - 桜川庁舎」、「桜川庁舎 - 西代」の3路線を新設。

## 現行路線
浮島線

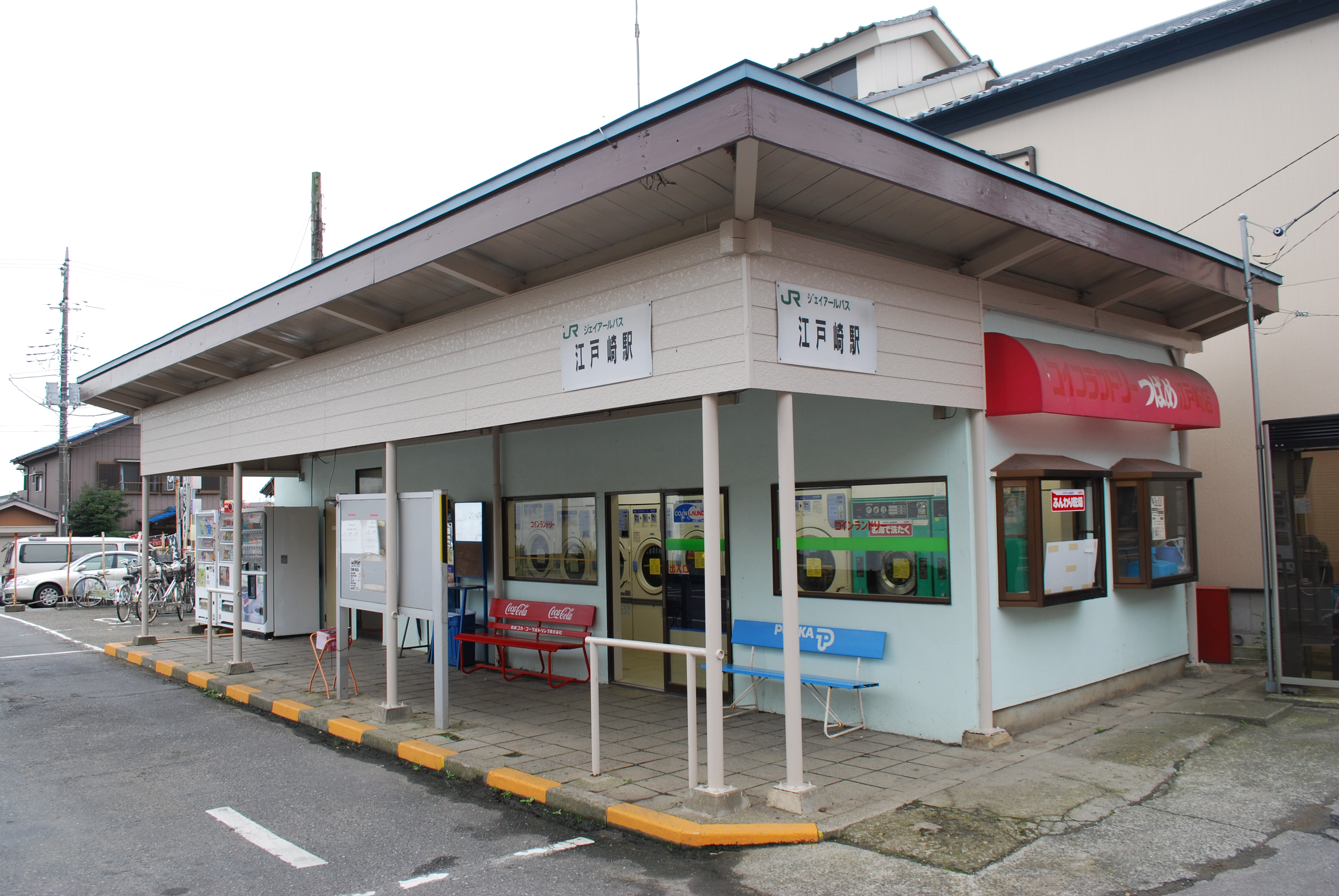
JRバス江戸崎駅（自動車駅）

- パルナ前 - 西代 - 稲敷大橋 - 浮島郵便局 - 桜川公民館 - 桜川運動公園 - 古渡 - 信太古渡 - 吹上 - 江戸崎総合高校 - 江戸崎

神宮寺線
- 桜川公民館 - 四箇中央 - 神宮寺 - 高田神社 - 江戸崎 - 江戸崎総合高校 - 吹上 - 合同庁舎前 - 西町交差点 - 江戸崎

鳩崎線
- 野原集落センター - 信太古渡 - 吹上 - 江戸崎総合高校 - 江戸崎 - 西町交差点 - 稲敷バスターミナル - 稲敷市役所